# 2708 Барнс
2708 Барнс (2708 Burns) — астероїд головного поясу, відкритий 24 листопада 1981 року.
Тіссеранів параметр щодо Юпітера — 3,201.